# Pitti (Cameroun)
Pitti est un village de la commune de Dibamba, Région du Littoral au Cameroun. Il est connu pour sa gare (Pitti Gare).

## Géographie
Situé à 40 km de Dizangué, on y accède sur la route qui lie Edéa à Douala par Dizangué.

## Histoire
Selon la chronologie du Pasteur Brutsch, c'est de Pitti sur la Dibamba, que sont partis en 1706, les douala pour s'établir sur les rives du Wouri, emplacement actuel de Douala. Le village de Piti Dibamba se trouvant au nord de la Commune de Dizangué en rive gauche de la Dibamba sur la route D58.

## Population
En 1967, la population de Pitti était de 1040 habitants dont 730 habitants pour Pitti Dibamba et 310 pour Pitti Gare. La population de Pitti était de 260 habitants dont 211 pour Pitti Gare et 49 pour Pitti Nkondjock, lors du recensement de 2005.

## Transport
Le village est desservi par une gare sur la ligne de chemin de fer Douala - Edéa.